# História da teologia cristã
A doutrina da Trindade é o resultado da exploração contínua pela igreja de dados bíblicos, analisados em debates e tratados, eventualmente formulado no Primeiro Concílio de Niceia em 325 AD num caminho que eles acreditavam ser consistente com o testemunho bíblico, e mais refinado em concílios e escritos posteriores. A maior base bíblica para a formulação doutrinária está no Evangelho de João.
Não trinitarismo é uma das diversas crenças cristãs que rejeitam a doutrina que Deus é três pessoa distintas em um ser, a Trindade. Grupos modernos de não trinitários tem visões muito diferentes sobre a natureza de Deus, Jesus, e o Espírito Santo. Tradições não trinitárias, assim como arianas, se considera ter existido ao lado do Cristianismo antes da Trindade ser formalmente aderida em 325 AD. Não trinitarismo desapareceu por centenas de anos, só surgindo novamente no gnosticismo dos cátaros e no Iluminismo e Restauracionismo.

## Cristologia
Cristologia é um campo de estudo dentro da teologia cristã que se preocupa com a natureza de Jesus, o Cristo, especialmente com a forma como o divino e o humano estão relacionados em sua pessoa. A cristologia geralmente se preocupa menos com os detalhes da vida de Jesus que com a forma de como a natureza humana e divina coexistem em uma pessoa. Embora este estudo da inter-relação dessas duas naturezas seja o fundamento da cristologia, alguns subtemas essenciais no campo da cristologia incluem:
- Encarnação
- Ressurreição
- A obra salvífica de Jesus (conhecida como soteriologia).

A cristologia está relacionada com as questões relativas à natureza de Deus como a Trindade, Unitarismo ou Binitarismo. No entanto, a partir de uma perspectiva cristã, estas questões se preocupam com a forma como as pessoas divinas se relacionam entre si, ao passo que a cristologia se preocupa com o encontro do ser humano (Filho do Homem) e divino (Deus Filho ), na pessoa de Jesus.
Ao longo da história do cristianismo, as questões cristológicas têm sido muito importantes na vida da igreja. A cristologia foi a preocupação fundamental do Primeiro Concílio de Niceia (325) até o Terceiro Concílio de Constantinopla (680). Neste período de tempo (veja também Primeiros sete concílios ecumênicos), o ponto de vista cristológico de vários grupos dentro da comunidade cristã levou a acusações de heresia, e, raramente, após perseguição religiosa. Em alguns casos, a cristologia original de uma seita é a sua principal característica distintiva, nestes casos, é comum que a seita seja conhecida pelo nome dado a sua cristologia.